# Sibylla Weisweiler
Sibylla Weisweiler (* 20. März 1962 in Köln) ist eine in Berlin und Brandenburg lebende bildende Künstlerin, Schwerpunkt Malerei und Grafik.

## Leben und Werk
Sibylla Weisweiler wurde als Tochter eines Bäckergesellen und einer Hausfrau in Köln geboren. 1982 zog sie nach Westberlin. Auf dem Berlin Kolleg holte sie ihr Abitur nach und begann mit dem Studium der Freien Malerei bei Professor Klaus Fußmann an der Hochschule der Künste Berlin/UDK. Das Studium beendete sie 1995 als Meisterschülerin (MFA). 2003 hatte Weisweiler eine Gastprofessur an der Sommerakademie Pentiment Hamburg, von 2006 bis 2009 war sie Dozentin in der Villa Oppenheim Berlin und an der Akademie der Künste, und seit 2010 acht Jahre als Dozentin in der Kunstwerkstatt der Kommunalen Galerie Berlin tätig.
Seit 1995 wird Sibylla Weisweiler fast jährlich durch Arbeits- und Auslandstipendien gefördert, die ihre künstlerischen Ideen und Projekte unterstützen, zu nennen sind u. a. insbesondere OBRAS Estremoz (Portugal 2009 und 2022), die Stiftung Künstlerdorf Schöppingen (Schöppingen 2019), Ministerium für Wissenschaft, Forschung und Kultur des Landes Brandenburg für TARE & Steigen (Nordnorwegen 2016), NES Skagaströnd (Island 2014), ArToll Kunstlabor (Bedburg-Hau 2010), The United Sardine Factory (USF), Bergen (Norwegen 2005), Kloster Cismar (Grömitz 2004), das Künstlerhaus Lukas (Ahrenshoop 2003) oder die Repin-Kunstakademie (St. Petersburg 1995).

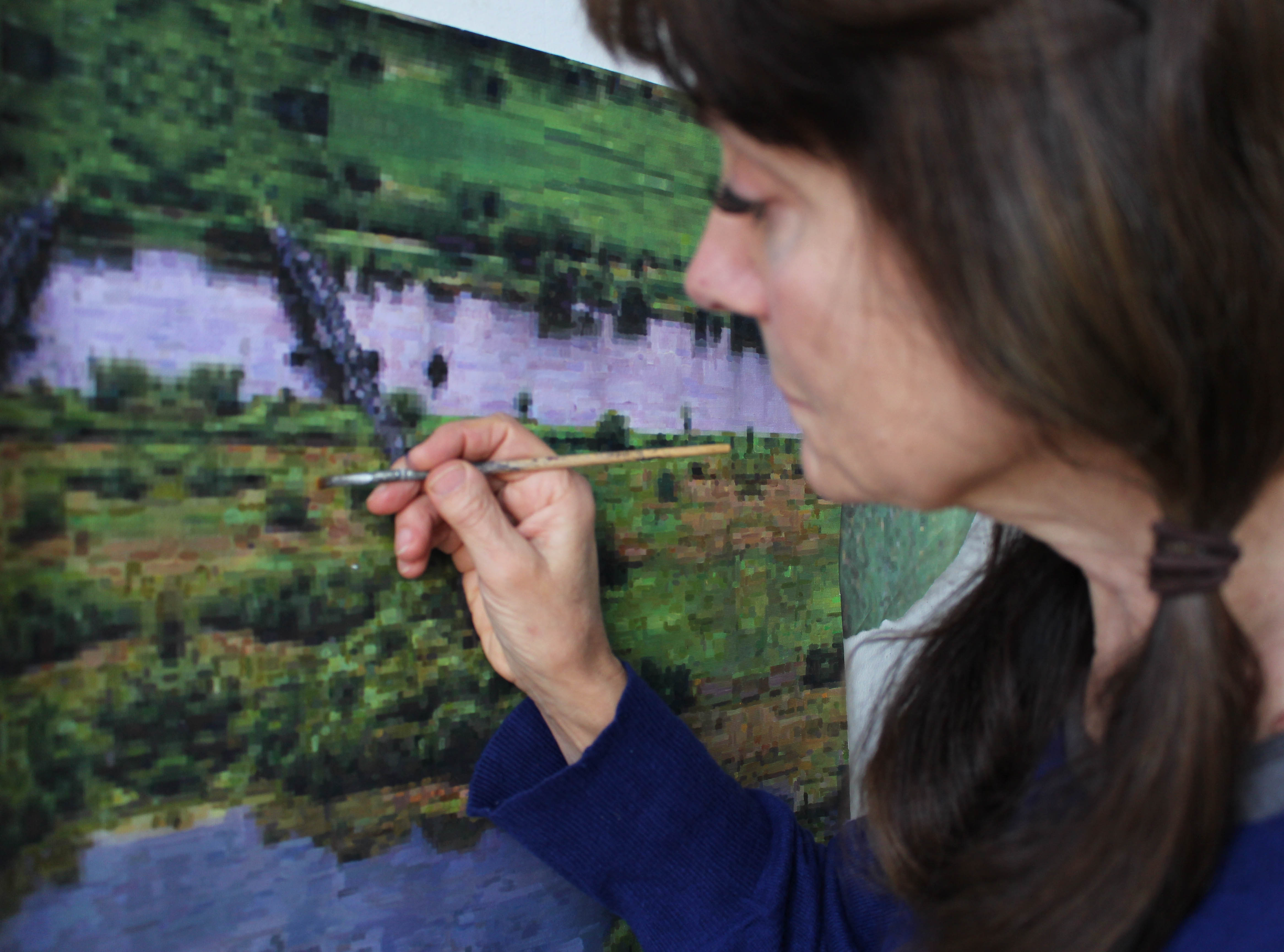
Sibylla Weisweiler, 2023, im Atelier, Bilddetail Europabrücke

Die Kunst von Sibylla Weisweiler bleibt bewusst in der Andeutung. Die Malerin lässt ihre Stadt- und Naturlandschaften in einem Zustand der Unfertigkeit, sodass nichts mehr eindeutig, alles und jedes im Zustand der Auflösung ist. Seit 2009 beschäftigt sich die Künstlerin mit der Ästhetik des Internets und der neuen Medien. Sie reflektiert in ihrer traditionellen Malerei die Unschärfe einer Pixelästhetik, die als eine Art gepixelter Impressionismus beschrieben werden kann. Digitale Land- und Stadträume, Orte und Architektur aus Google Earth transformiert Sibylla Weisweiler in ihre Malerei (Bird's View, 2009). Diese Vogelperspektiven knüpfen an einen privilegierten Blick auf die Welt, wie beispielsweise an die Weltlandschaften des späten 16. Jahrhunderts von Joachim Patinir, Albrecht Altdorfer und Pieter Bruegel d. Ä., die in gewaltigen Panoramen halb Europa darstellten und gesammeltes Weltwissen enthielten. Google Earth ist auch ein Instrument, mit dem ein mit Bildern verbundenes Wissen der Allgemeinheit zugänglich wurde. Sibylla Weisweiler verwandelt die Pixel einer Rastergrafik in Malerei, indem sie sich in ihrer Malweise mit den vielen kleinen Quadraten dem Pointillismus annähert. Friedrich Kittler umschrieb digitale Bilder mit dem Pointillismus namens Pixel. Hinzu kommt die Betonung der Wahrnehmung und ein Spiel mit Nähe und Distanz, ein Effekt der sich auch bei der Malerei von Weisweiler zeigt.
Sibylla Weisweiler ist Mitglied des Berufsverbandes Bildender Künstlerinnen und Künstler, Mitglied in VG Bild-Kunst, Mitglied des Neuen Atelierhauses Panzerhalle in Brandenburg und Mitglied des Netzwerks Frauenmuseum Berlin e.V. Ihre Werke befinden sich im Mittelrhein-Museum Koblenz, im Museum Schleswig, in der Neue Pinakothek München und im Berliner Senat, sowie in deutschen und amerikanischen Privatsammlungen.

## Ausstellungen (Auswahl)
- 2000 Berlin, Larissa, Athen, Pinakothek, Larissa/Griechenland
- 2003 RCA Secret, Gulbenkain Galleries, London/UK
- 2004 Bamberger Hörnchen, Kulturzentrum Leclerc, Nantes/Frankreich
- 2005 Bavarian Cornet, Galerie San Telmo, Buenos Aires/Argentinien
- 2006 Zum Ball Spiel - Künstlerische Ideen zur Fußballweltmeisterschaft 2006, Tempelhof-Schöneberger Kunstpreis[14], Galerie im Rathaus Tempelhof, Berlin
- 2008 Exquise, Postfuhramt Neukölln, Berlin; Kunstkeks - Essen oder Sammeln?, Kunstgenusstour, Potsdam
- 2009 Grenzüberschreitung, Tempelhof-Schöneberger Kunstpreis[15], Galerie im Rathaus Tempelhof, Berlin; Der Geschmack von Wolken, Kunstraum Potsdam[16]
- 2010 Chaos, ArToll Kunstverein, Bedburg-Hau
- 2011 Sibylla Weisweiler & Schweißsalon, Gehag Forum, Berlin; Show Your Hope, Mobile Global Exhibition, Tacheles, Berlin
- 2012 Spektrale 5[17]: Im Weinberg - Kunst und Natur eine Einheit?, Schlossberg Luckau; ParadeStücke[18], Schloss Sacrow, Potsdam; Friedrich und Potsdam – die Erfindung (s) einer Stadt, Potsdam Museum, Potsdam
- 2013 Heimspiel, Frauenmuseum Berlin
- 2015 Hjem – Heimat, Galerie AIR Steigen, Norwegen; Birds Eye View, Atrium der Friedrich-Naumann-Stiftung, Potsdam; Dyson Gallery, London/GB; RCA Secret, Art Dubai
- 2016 Stadt Ansichten[19], a/e-Galerie, Potsdam
- 2018 Stadt-Land-Fluss[20], Galerie M, Marzahn
- 2019 STIMMEN! 100 Jahre Frauenwahlrecht[21], im Willy-Brandt-Haus[22], Berlin; Der Schein der Dinge[23], Scotty[24], Berlin; #schönheitFürAlle, 100 Jahre Bauhaus, Neues Atelierhaus Panzerhalle[25], Kunstraum Potsdam; Die Hälfte der Welt gehört uns! – Feministische Plakate[26], alpha nova & galerie futura, Berlin
- 2020 25 Jahre Aktionsraum Panzerhalle, Jubiläumsausstellung, Galerie M, Potsdam
- 2021 Wandern, bewegen, vermessen, verorten,[27] Frauenmuseum Berlin, Kunstverein Ebersberg
- 2022 I Love No Waiting, Frauenmuseum Berlin[28], Staatliche Museen zu Berlin[29]; It's a »She Thing«, Frauenmuseum Berlin, Kommunale Galerie Berlin[30]

## Publikationen
- ParadeStücke. Katalog zur Ausstellung im Schloss Sacrow, hrsg. v. Neues Atelierhaus Panzerhalle, Potsdam 2012, ISBN 978-3-00-039667-0.
- Friedrich und Potsdam - die Erfindung (s)einer Stadt. Katalog zur Ausstellung im Alten Rathaus im Potsdam Museum. Hirmer Verlag, 2012, ISBN 978-3-7774-5541-9.
- Show Your Hope - The World In Berlin, the mobile global exhibition, Berlin 2011, ISBN 978-90-811136-0-1.
- Chaos. ArToll Kunstlabor e.V., Bedburg-Hau 2010, ISBN 978-9-081-04885-9
- Der Geschmack von Wolken,[31] Katalog zur Ausstellung im Kunstraum Potsdam, hrsg. v. Neues Atelierhaus Panzerhalle, Potsdam 2009, ISBN 978-3-00-030108-7.
- Julia Schoch: Steltz & Brezoianu - ein Mosaik für Leidenschaftliche, mit Zeichnungen von Sibylla Weisweiler,[32] edition Azur[33], Berlin 2007, ISBN 978-3-940265-02-9